# Pallavolo agli VIII Giochi del Mediterraneo - Torneo maschile
Il torneo maschile di pallavolo agli VIII Giochi del Mediterraneo si è svolto dal 17 al 24 settembre 1979 a Spalato, in Jugoslavia, durante gli VIII Giochi del Mediterraneo. Al torneo hanno partecipato 10 squadre nazionali di stati che si affacciano sul Mar Mediterraneo e la vittoria finale è andata per la quinta volta consecutiva alla Jugoslavia.

## Gironi
| Girone A                                 | Girone B                              |
| ---------------------------------------- | ------------------------------------- |
| Algeria Grecia Jugoslavia Spagna Tunisia | Egitto Francia Italia Marocco Turchia |

## Fase finale

### Finali 1º e 3º posto
|  | Semifinali | Semifinali | Semifinali |  |            | 1º/2º posto | 1º/2º posto | 1º/2º posto |  |
|  |            |            |            |  |            |             |             |             |  |
|  | Jugoslavia | Jugoslavia | 3          |  |            |             |             |             |  |
|  | Jugoslavia | Jugoslavia | 3          |  |            |             |             |             |  |
|  | Italia     | Italia     | ?          |  |            |             |             |             |  |
|  | Italia     | Italia     | ?          |  | Jugoslavia | Jugoslavia  | 3           |             |  |
|  |            |            |            |  | Jugoslavia | Jugoslavia  | 3           |             |  |
|  |            |            | Grecia     |  |            |             |             |             |  |
|  | Grecia     | Grecia     | 3          |  |            |             |             |             |  |
|  | Grecia     | Grecia     | 3          |  |            |             |             |             |  |
|  | Francia    | Francia    | ?          |  |            | 3º/4º posto | 3º/4º posto | 3º/4º posto |  |
|  | Francia    | Francia    | ?          |  |            |             |             |             |  |
|  |            |            |            |  |            |             |             |             |  |
|  |            |            |            |  |            | Francia     | Francia     | 3           |  |
|  |            |            |            |  |            | Francia     | Francia     | 3           |  |
|  |            |            |            |  |            | Italia      |             |             |  |

## Classifica finale
| Classifica | Squadre    |
| ---------- | ---------- |
|            | Jugoslavia |
|            | Grecia     |
|            | Francia    |
| 4          | Italia     |
| 5          | Egitto     |
| 6          | Spagna     |
| 7          | Turchia    |
| 8          | Algeria    |
| 9          | Tunisia    |
| 10         | Marocco    |